# اکسپرس انترتینمنت
اکسپرس اینترتینمنت (انگلیسی: Express Entertainment) شرکت رسانه‌ای پاکستانی است، که در سال ۲۰۱۲ تأسیس شد.